# Alpinia oligantha
Alpinia oligantha är en enhjärtbladig växtart som beskrevs av Theodoric Valeton. Alpinia oligantha ingår i släktet Alpinia och familjen Zingiberaceae. Inga underarter finns listade i Catalogue of Life.